# Distrikt La Encañada

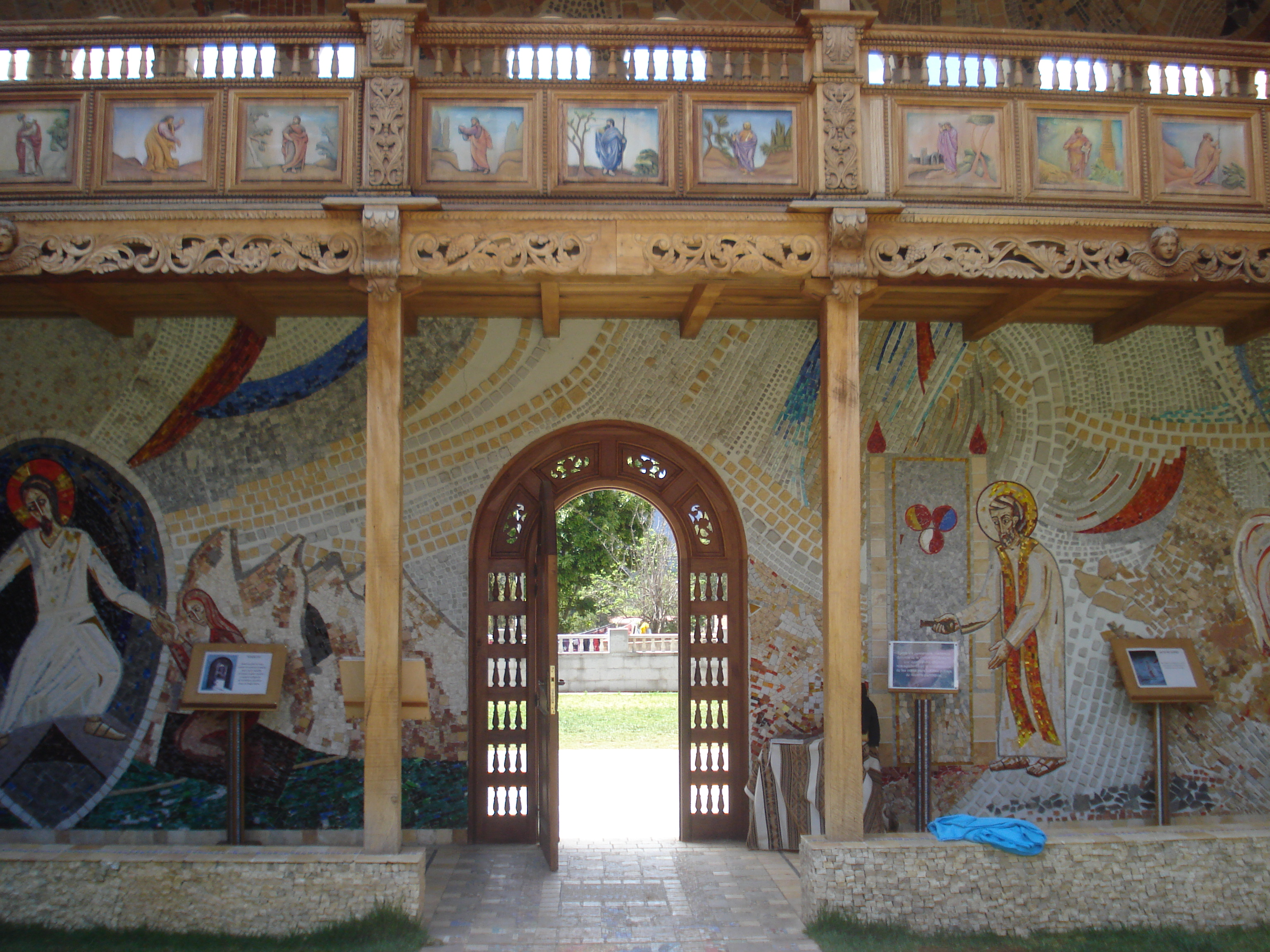
Kirche in Polloc

Der Distrikt La Encañada liegt in der Provinz Cajamarca in der Region Cajamarca in Nordwest-Peru. Der Distrikt wurde am 2. Januar 1857 gegründet. Er hat eine Fläche von 633 km². Beim Zensus 2017 wurden 20.568 Einwohner gezählt. Im Jahr 1993 lag die Einwohnerzahl bei 22.117, im Jahr 2007 bei 23.076. Sitz der Distriktverwaltung ist die 3098 m hoch gelegene Ortschaft Encañada mit 1390 Einwohnern (Stand 2017). Encañada liegt im Südosten des Distrikts, 20 km ostnordöstlich der Provinz- und Regionshauptstadt Cajamarca. Im Nordwesten des Distrikts an der Grenze zu den benachbarten Distrikten Cajamarca und Los Baños del Inca befindet sich die Mine Yanacocha, in der im Tagebau Gold gefördert wird.

## Geographische Lage
Der Distrikt La Encañada liegt im Andenhochland östlich der peruanischen Westkordillere im Nordosten der Provinz Cajamarca. Das Gebiet wird über den Río Cajamarca nach Süden hin entwässert.
Der Distrikt La Encañada grenzt im Nordwesten an die Distrikte Tumbaden (Provinz San Pablo), Hualgayoc und Bambamarca (beide in der Provinz Hualgayoc), im Nordosten an die Distrikte Huasmín, Sorochuco und Sucre (alle in der Provinz Celendín), im äußersten Südosten an die Distrikte Oxamarca (ebenfalls in der Provinz Celendín) und Gregorio Pita (Provinz San Marcos), im Süden an den Distrikt Namora sowie im Südwesten an die Distrikte Los Baños del Inca und Cajamarca.